# Václav Šára
 Václav Šára  (ur. 27 marca 1893 w miejscowości Struhaře – obecnie część miasta Spálené Poříčí; zm. 1 października 1941 w Pradze) – czechosłowacki generał.

## Biogram
W czasach I wojny światowej oficer Korpusu Czechosłowackiego w Rosji.
W latach 1920–1923 studiował w Akademii Wojskowej w Paryżu.
Po powrocie do ojczyzny pełnił różne funkcje sztabowe. Potem komendant pułku artylerii (1929-1931), zastępca komendanta Uczelni Artyleryjskiej w Pradze (1931-33), szef oddziału artylerii w ministerstwie obrony narodowej w Pradze (1933-1938) oraz komendant korpusu artylerii (1938-39). Od 1934 generał brygady.
Jako członek Obrony Narodu (wojskowego ruchu oporu) został aresztowany przez Gestapo i później stracony.
W 1946 został pośmiertnie awansowany do stopnia generała dywizji.

## Odznaczenia
- Czechosłowacki Krzyż Wojenny 1914-1918 – czterokrotnie
- Czechosłowacki Medal Rewolucyjny
- Czechosłowacki Medal Zwycięstwa 1918
- Croix de Guerre 1914-1918 – Francja
- Krzyż św. Jerzego – Imperium Rosyjskie
- Order Korony Rumunii – Rumunia